# Ґрабувка (Вармінсько-Мазурське воєводство)
Ґрабувка (пол. Grabówka, нім. Buchenhagen; until 1929: Grabowken) — село в Польщі, у гміні Міколайки Мронґовського повіту Вармінсько-Мазурського воєводства.
Населення — 311 осіб (2011).
У 1975-1998 роках село належало до Сувальського воєводства.

## Демографія
Демографічна структура станом на 31 березня 2011 року:
|          | Загалом | Допрацездатний вік | Працездатний вік | Постпрацездатний вік |
| -------- | ------- | ------------------ | ---------------- | -------------------- |
| Чоловіки | 166     | 40                 | 105              | 21                   |
| Жінки    | 145     | 33                 | 78               | 34                   |
| Разом    | 311     | 73                 | 183              | 55                   |